# Calceolaria borsinii
Calceolaria borsinii är en toffelblomsväxtart som beskrevs av R. A. Rossow. Calceolaria borsinii ingår i släktet toffelblommor, och familjen toffelblomsväxter. Inga underarter finns listade i Catalogue of Life.